# Kadysz
Kadysz, Kadysz Rządowy (biał. Кадыш, Kadysz; ros. Кадыш, Kadysz) – wieś na Białorusi, w obwodzie grodzieńskim, w rejonie grodzieńskim, na północ od Sopoćkiń, przy granicy z Litwą, nad Czarną Hańczą. 
Kadysz jest położony przy starej drodze z Sopoćkin do Kopciowa na Litwie, 4 km od granicy. 
W spisie z 1827 roku wyliczono aż pięć oddzielnych części miejscowości z 34 domami i 201 mieszkańcami. W spisie z 1878 roku wyodrębniono trzy części – Kadysz-Hołowieńczyce (17 domów i 270 mieszkańców), Kadysz Rządowy (15 domów i 108 mieszkańców) i Kadysz Gineta (12 domów i 48 mieszkańców).
21 maja 1863 roku oddział powstańczy pod dowództwem płk Józefa Konstantego Ramotowskiego "Wawra" stoczył zwycięską bitwę z wojskami rosyjskimi nieopodal wsi. Poległo ponad 14 powstańców.
Straty rosyjskie oceniono na 120 zabitych. Obok wsi, 1 km od granicy białorusko-litewskiej, w lesie, znajduje się mogiła z napisem "BOJOWNIKOM • 1863 • ROKU" i nazwiskami poległych powstańców: Butkiewicz, Józef Hłasko, Pronaszko, Werpachowski.
W II Rzeczypospolitej miejscowość wchodziła w skład gminy Wołłowicze, w powiecie augustowskim, w województwie białostockim. 
W Kadyszu był urodzony w 1918 polski duchowny, Władysław Mieszczański, zesłaniec w ZSRR w latach 1940–1948.